# Ilhas Salomão nos Jogos Olímpicos
As Ilhas Salomão participaram pela primeira vez dos Jogos Olímpicos em 1984, e têm mandado atletas para participarem de todas as edições dos Jogos Olímpicos de Verão desde então. A nação nunca participou dos Jogos Olímpicos de Inverno.
Até 2008, nenhum atleta da Ilha Salomão havia conseguido uma medalha olímpica.
O Comitê Olímpico Nacional das Ilhas Salomão foi criado em 1983 e reconhecido pelo COI no mesmo ano.